# Amauridia albipunctilla
Amauridia albipunctilla är en fjärilsart som beskrevs av William Schaus 1916. Amauridia albipunctilla ingår i släktet Amauridia och familjen nattflyn. Inga underarter finns listade i Catalogue of Life.